# Jens Wemmer
Jens Wemmer (* 31. října 1985, Aurich, Západní Německo) je německý fotbalový obránce, v současnosti působí v německém klubu SC Paderborn 07.
Jeho bratrem je fotbalista Jörn Wemmer.